# IM de la Vela
IM de la Vela (IM Velorum) és un estel variable en la constel·lació de Vela, la vela de l'Argo Navis. De magnitud aparent mitjana +6,23, es troba a 235 anys llum de distància del sistema solar.
IM de la Vela és un estel blanc de la seqüència principal de tipus espectral Ap, on la «p» indica que és un estel peculiar, en el sentit que el seu contingut superficial en metalls és anòmala. Té una temperatura efectiva de 7535 K i una lluminositat 13 vegades major que la lluminositat solar. Amb una massa de 1,76 masses solars, la seva edat s'estima en 1050 milions d'anys.
IM de la Vela és una variable Alfa² Canum Venaticorum la lluentor de la qual oscil·la 0,04 magnituds ràpidament al llarg d'un període de 2,85 dies,; en aquests estels les variacions degudes a pulsacions no radials se superposen a les produïdes per la rotació de l'estel. IM Velorum mostra pulsacions cada 11,67 minuts.
Catalogada com a estel binari, la companya estel·lar de IM Velorum té magnitud 9.